# Oscar Schneider
Oscar Schneider (ur. 3 czerwca 1927 w Altenheidecku, zm. 29 grudnia 2024) – niemiecki polityk i prawnik, działacz Unii Chrześcijańsko-Społecznej (CSU), w latach 1969–1994 deputowany do Bundestagu, w latach 1982–1989 minister zagospodarowania przestrzennego, budownictwa i rozwoju miast w pierwszym, drugim i trzecim rządzie Helmuta Kohla.

## Życiorys
Od 1944 był członkiem NSDAP. Służył w Reichsarbeitsdienst i Luftwaffe, przez krótki czas przebywał w niewoli amerykańskiej. Po maturze studiował prawo i nauki polityczne na uniwersytetach w Erlangen i Würzburgu. Zdał państwowe egzaminy prawnicze I oraz II stopnia, uzyskał doktorat w zakresie prawa na podstawie pracy pt. Die Ministerverantwortlichkeit in der Bundesrepublik Deutschland. Po studiach pracował jako asesor sądowy, następnie jako urzędnik w administracji Bawarii. Doszedł do stanowiska dyrektora w administracji finansowej.
W 1953 wstąpił do Unii Chrześcijańsko-Społecznej. W latach 1956–1969 był radnym Norymbergi, od 1966 do 1970 zasiadał w radzie Środkowej Frankonii. W 1969 po raz pierwszy uzyskał mandat posła do Bundestagu. Z powodzeniem ubiegał się o reelekcję w kolejnych wyborach, wchodząc w skład niższej izby niemieckiego parlamentu do 1994. W 1972 objął przewodnictwo komisji do spraw zagospodarowania przestrzennego, budownictwa i rozwoju miast, kierował nią przez dziesięć lat. W 1982 stanął na czele federalnego resortu zagospodarowania przestrzennego, budownictwa i rozwoju miast. Urząd ten sprawował w trzech gabinetach Helmuta Kohla, odchodząc w trakcie rekonstrukcji rządu z 1989.